# Jean-Philippe Gbamin
Jean-Philippe Gbamin, né le 25 septembre 1995 à San-Pédro en Côte d'Ivoire, est un footballeur international ivoirien, qui possède également la nationalité française. Il évolue au poste de défenseur ou de milieu défensif au FC Metz.

## Biographie

### En club

#### Formation (2005 - 2012)
Jean-Philippe Gbamin naît à San-Pédro en Côte d'Ivoire en 1995 et dispose de la double nationalité franco-ivoirienne. Il commence le football en 2005 à l'US Saint-Quentin Blessy avant de rejoindre un an plus tard l'Aire-sur-la-Lys. En 2007, il intègre le centre de formation du RC Lens. En 2008, il fait partie des 55 joueurs retenus pour le concours d'entrée au pôle espoirs de Liévin, mais n'est pas admis. En 2010, aux côtés de Wylan Cyprien et Ange-Freddy Plumain, il termine troisième de la Coupe nationale U15 avec la sélection de la Ligue du Nord-Pas-de-Calais.

#### RC Lens (2012 - 2016)
Jean-Philippe Gbamin fait ses débuts professionnels sous les ordres d'Éric Sikora lors de la 36e journée de Ligue 2 le 10 mai 2013 face à l'En avant Guingamp en remplaçant Alexandre Coeff à la 14e minute de jeu lors de la défaite 7-0. Deux semaines plus tard, lors de la dernière journée de championnat, il entre de nouveau en jeu en remplaçant Wylan Cyprien à la 48e minute de jeu face au Mans FC pour une défaite 2-1. Ces deux entrées en jeu sont ses seules apparitions en professionnel cette saison.
Il est par la suite sollicité par Newcastle United mais signe finalement son premier contrat professionnel avec son club formateur le 19 juillet 2013. Avec Antoine Kombouaré, Gbamin a une carte à jouer durant la saison puisque son entraîneur a la réputation de lancer les jeunes[réf. nécessaire]. Il entre en jeu lors du premier match face au CA Bastia et réalise une belle prestation pour la victoire 1-0. Contre le Angers SCO, en Coupe de la Ligue, le jeune lensois connaît sa première expulsion à la suite de deux avertissements, mais sans gravité pour les siens puisque ses coéquipiers marquent dans la foulée et se qualifient lors de la prolongation (1-2).
Le 30 septembre 2013, lors de la 9e journée, Gbamin inscrit son premier but en professionnel pour la réception victorieuse du FC Metz 3-2. Il récidive cette performance contre Châteauroux lors de la 15e journée pour une nouvelle victoire 2-0. Il se fait expulser lors de la 16e journée à Nancy après avoir reprocher les décisions arbitrales après le coup de sifflet final d'une courte défaite 0-1 qui lui vaut une sanction en interne en plus de sa suspension. Défenseur central ou milieu défensif de formation mais positionné arrière droit une grande partie de la saison, Gbamin effectue des prestations en dents de scie mais parvient à trouver le chemin des filets à 2 reprises durant la première partie de saison. Choix no 1 de Kombouaré durant la première partie de l'exercice 2013-2014 après les difficultés rencontrées par Loïck Landre à ce poste, il finit par perdre sa place de titulaire au profit d'Alassane Touré quelque temps puis de Marcel Tisserand dès janvier. Il marque tout de même face à l'Olympique lyonnais en huitième de finale de Coupe de France, ce but inscrit dans la prolongation offre la qualification à Lens (1-2). 
Durant cette saison qui voit le RC Lens monter en Ligue 1 grâce à sa 2e place, le no 25 nordiste dispute trente-cinq rencontres pour trois buts.
Interdit de recrutement alors que Christopher Glombard, défenseur droit de formation, devait signer au RC Lens en provenance du Stade de Reims et que Marcel Tisserand devait voir son prêt prolongé, Jean-Philippe Gbamin découvre l'élite du football français en tant qu'arrière droit. Après les défaites à Nantes 1-0 et contre Guingamp 0-1, et malgré la victoire 0-1 à Lyon, le jeune lensois perd sa place et c'est un autre produit du centre de formation lensois, Dimitri Cavaré qui est aligné pour la victoire 4-2 contre Reims où ce dernier se met en évidence en obtenant notamment un penalty. Pour revenir dans le onze titulaire, Gbamin profite de la suspension de trois matchs d'Ahmed Kantari et du peu de joueurs disponibles pour le remplacer dans l'axe, mais lors de la 10e journée contre le PSG, au Stade de France, le défenseur est averti une première fois avant même les dix minutes de jeu puis se fait expulser pour une faute sur Edinson Cavani.
Le 18 février 2015, un classement établi par le Centre international d'étude du sport, le positionne comme le troisième meilleur défenseur latéral par rapport à son expérience et son potentiel parmi les joueurs de son année de naissance dans les grands championnats, derrière Luke Shaw (Manchester United) et Calum Chambers (Arsenal), et devant José Gayà (Valence CF) et Dimitri Cavaré, son coéquipier.

#### FSV Mayence (2016 - 2019)
Le 13 juillet 2016, il s'engage au FSV Mayence 05 pour une durée de cinq ans. Le 27 août suivant, il joue son premier match officiel en championnat contre le Borussia Dortmund défaite (2-1). Le 11 septembre 2016, il est de nouveau titulaire contre Hoffenheim mais son équipe concède le nul (4-4).
Gbamin inscrit trois buts en quatre-vingt-quinze matchs toutes compétitions confondues sous le maillot du club allemand en l'espace de trois saisons.

#### Everton FC (2019 - 2023)
Le 2 août 2019, Gbamin s'engage pour cinq saisons avec l'Everton FC. Huit jours plus tard, il prend part à sa première rencontre sous le maillot des Toffees en entrant en cours de jeu contre Crystal Palace (0-0).
Deux semaines plus tard, le milieu de terrain se blesse à la cuisse lors de son deuxième match sous le maillot d'Everton. Le club anglais parle dans un premier temps d'une absence d'au moins deux mois, mais Gbamin se fait opérer mi-octobre 2019 et son retour est désormais prévu pour janvier 2020. Cependant, Everton annonce que son absence est prolongée jusqu'à l'issue de la saison 2019-2020. Le milieu de terrain ivoirien reprend l'entraînement en mai 2020, mais se blesse gravement au tendon d'Achille, ce qui devrait l'éloigner des terrains pendant au moins six mois à compter de ce mois de mai 2020.
Son contrat est résilié le 1er septembre 2023, après 4 ans et seulement 8 matchs disputés avec le club liverpuldien.

#### Prêt au CSKA Moscou et au Trabzonspor (2022 - 2023)
En manque de temps de jeu en Angleterre, le joueur est prêté jusqu'à la fin de la saison en 2022 au CSKA Moscou, en Russie, sans option d'achat.
À la fin du mercato d'été 2022, il rejoint Trabzonspor sous forme de prêt d'un an. Le contrat prévoit que le club turc lui verse 1,5 million d'euros sur la saison 2022-2023.

#### Retour en France (2023 - 2025)
Le 6 novembre 2023, Gbamin s'engage avec l'USL Dunkerque, alors avant-dernier de Ligue 2, pour le restant de la saison 2023-2024.
En fin de mercato estival 2024, le joueur signe un contrat avec le FC Nantes et réalise ainsi son retour dans l'élite du football français.

#### Passage en Suisse puis FC Metz (depuis 2025)
Après cinq mois difficile en France avec les Canaris, le joueur s'engage avec le FC Zurich en Super League pour relancer sa carrière lors du mercato hivernal.
Le 15 juillet 2025, libre de tout contrat après son départ de Suisse, il signe un contrat d'un an avec le FC Metz, tout juste promu en Ligue 1 pour la saison 2025-2026,,.

### En sélection nationale

#### Avec la France
Jean-Philippe Gbamin obtient sa première sélection, sous les ordres de Philippe Bergeroo, le 6 septembre 2012 avec l'équipe de France des moins de 18 ans en étant titularisé face à l'Autriche (victoire 1-4). Il inscrit son premier but en sélection le 19 mars 2013 face aux États-Unis (victoire 4-0).
Le 3 juillet 2013, il est sélectionné par Francis Smerecki afin de participer à l'Euro 2013 des moins de 19 ans. Il obtient sa première sélection avec les moins de 19 ans durant cette compétition, le 20 juillet 2013, en remplaçant Kévin Rodrigues à la 80e minute de jeu face à la Géorgie (match nul 0-0). Après un début de tournoi difficile, les Bleuets éliminent l'Espagne en demi-finale et se qualifient pour la finale face à la Serbie grâce à des buts de Yassine Benzia et Antoine Conte (2-1). Les Bleuets s'inclinent 1-0 en finale et le Lensois remplace Adrien Hunou à la 76e minute de jeu.
Au début de l'exercice 2014-2015, le nouveau sélectionneur de la Côte d'Ivoire, Hervé Renard le pré-convoque pour défendre les couleurs des Éléphants mais le jeune lensois souhaite un temps de réflexion avant d'arrêter définitivement son choix.
Le 11 novembre 2014, Jean-Philippe Gbamin est appelé pour la première fois en Équipe de France espoirs pour deux rencontres par Pierre Mankowski. Deux jours plus tard, il est titularisé en défense centrale contre l'équipe d'Italie des moins de 20 ans ; il est auteur d'une bonne prestation pour sa première sélection bien qu'il concède le pénalty de l'égalisation (1-1). Face à l'Angleterre espoirs quelques jours plus tard, il est de nouveau au cœur de la défense aux côtés d'Aymeric Laporte, mais malgré la victoire, leur manque d'expérience ensemble les rend coupable sur les buts encaissés (3-2).

#### Avec la Côte d'Ivoire
En avril 2017, il décide de porter les couleurs de la Côte d'Ivoire. ll honore sa première sélection le 4 juin 2017 lors d'un match amical contre les Pays-Bas (défaite 5-0).
En juin 2019, Gbamin fait partie des vingt-trois joueurs ivoiriens sélectionnés pour participer à la Coupe d'Afrique des nations 2019. Il participe à trois rencontres lors de cette compétition durant laquelle les Ivoiriens sont éliminés en quarts de finale contre l'Algérie, futur vainqueur du tournoi.

## Condamnation judiciaire
Le 29 septembre 2021, Jean-Philippe Gbamin est condamné à 29 000 € d'amende par la justice anglaise pour avoir provoqué un accident en état d'ivresse. Il écope également d'une interdiction de conduire pendant 14 mois. Le milieu de terrain des Toffees était entré en collision avec un véhicule le 8 août au matin alors qu'il était volant de son Audi près de son domicile à Hale Barns, Cheshire. Il avait alors un taux d'alcool près de 1,5 fois supérieur à la limite légale autorisée.

## Statistiques

### En club
| Saison                | Club                  | Championnat           | Championnat | Championnat | Championnat | Coupe nationale | Coupe nationale | Coupe nationale | Coupe de la Ligue | Coupe de la Ligue | Coupe de la Ligue | Compétition(s) continentale(s) | Compétition(s) continentale(s) | Compétition(s) continentale(s) | Compétition(s) continentale(s) | Total | Total | Total |
| Saison                | Club                  | Division              | M.          | B.          | P.d.        | M.              | B.              | P.d.            | M.                | B.                | P.d.              | Comp.                          | M.                             | B.                             | P.d.                           | M.    | B.    | P.d.  |
| 2012-2013             | RC Lens               | Ligue 2               | 2           | 0           | 0           | -               | -               | -               | -                 | -                 | -                 | -                              | -                              | -                              | -                              | 2     | 0     | 0     |
| 2013-2014             | RC Lens               | Ligue 2               | 30          | 2           | 1           | 4               | 1               | 0               | 2                 | 0                 | 0                 | -                              | -                              | -                              | -                              | 36    | 3     | 1     |
| 2014-2015             | RC Lens               | Ligue 1               | 33          | 0           | 0           | 1               | 0               | 0               | 1                 | 0                 | 0                 | -                              | -                              | -                              | -                              | 35    | 0     | 0     |
| 2015-2016             | RC Lens               | Ligue 2               | 26          | 1           | 1           | -               | -               | -               | -                 | -                 | -                 | -                              | -                              | -                              | -                              | 26    | 1     | 1     |
| Sous-total            | Sous-total            | Sous-total            | 91          | 3           | 2           | 5               | 1               | 0               | 3                 | 0                 | 0                 | -                              | -                              | -                              | -                              | 99    | 4     | 2     |
| 2016-2017             | FSV Mayence           | Bundesliga            | 25          | 0           | 0           | 1               | 0               | 0               | -                 | -                 | -                 | C3                             | 5                              | 0                              | 0                              | 31    | 0     | 0     |
| 2017-2018             | FSV Mayence           | Bundesliga            | 30          | 1           | 3           | 1               | 0               | 0               | -                 | -                 | -                 | -                              | -                              | -                              | -                              | 31    | 1     | 3     |
| 2017-2018             | FSV Mayence           | Bundesliga            | 31          | 2           | 1           | 2               | 0               | 0               | -                 | -                 | -                 | -                              | -                              | -                              | -                              | 33    | 2     | 1     |
| Sous-total            | Sous-total            | Sous-total            | 86          | 3           | 4           | 4               | 0               | 0               | -                 | -                 | -                 | -                              | 5                              | 0                              | 0                              | 95    | 3     | 4     |
| 2019-2020             | Everton FC            | Premier League        | 2           | 0           | 0           | -               | -               | -               | -                 | -                 | -                 | -                              | -                              | -                              | -                              | 2     | 0     | 0     |
| 2020-2021             | Everton FC            | Premier League        | 1           | 0           | 0           | -               | -               | -               | -                 | -                 | -                 | -                              | -                              | -                              | -                              | 1     | 0     | 0     |
| 2021-2022             | Everton FC            | Premier League        | 3           | 0           | 0           | 1               | 0               | 1               | 1                 | 0                 | 0                 | -                              | -                              | -                              | -                              | 5     | 0     | 1     |
| Sous-total            | Sous-total            | Sous-total            | 6           | 0           | 0           | 1               | 0               | 1               | 1                 | 0                 | 0                 | -                              | -                              | -                              | -                              | 8     | 0     | 1     |
| 2021-2022             | CSKA Moscou (prêt)    | Premier-Liga          | 11          | 2           | 2           | 2               | 0               | 0               | -                 | -                 | -                 | -                              | -                              | -                              | -                              | 13    | 2     | 2     |
| 2022-2023             | Trabzonspor (prêt)    | Süperlig              | 19          | 0           | 0           | 1               | 0               | 0               | -                 | -                 | -                 | C3+C4                          | 4                              | 0                              | 0                              | 24    | 0     | 0     |
| 2023-2024             | USL Dunkerque         | Ligue 2               | 21          | 2           | 1           | -               | -               | -               | -                 | -                 | -                 | -                              | -                              | -                              | -                              | 21    | 2     | 1     |
| 2024-2025             | FC Nantes             | Ligue 1               | 14          | 0           | 0           | 1               | 0               | 0               | -                 | -                 | -                 | -                              | -                              | -                              | -                              | 15    | 0     | 0     |
| 2024-2025             | FC Zurich             | Super League          | 15          | 1           | 0           | 1               | 0               | 0               | -                 | -                 | -                 | -                              | -                              | -                              | -                              | 16    | 1     | 0     |
| 2025-2026             | FC Metz               | Ligue 1               | 1           | 0           | 0           | -               | -               | -               | -                 | -                 | -                 | -                              | -                              | -                              | -                              | 1     | 0     | 0     |
| Total sur la carrière | Total sur la carrière | Total sur la carrière | 264         | 11          | 9           | 15              | 1               | 1               | 4                 | 0                 | 0                 | -                              | 9                              | 0                              | 0                              | 292   | 12    | 10    |

### En sélection nationale
| Saison                | Sélection             | Phases finales        | Phases finales | Phases finales | Phases finales | Éliminatoires | Éliminatoires | Éliminatoires | Matchs amicaux | Matchs amicaux | Matchs amicaux | Total | Total | Total |
| Saison                | Sélection             | Compétition           | M              | B              | Pd             | M             | B             | Pd            | M              | B              | Pd             | M     | B     | Pd    |
| --------------------- | --------------------- | --------------------- | -------------- | -------------- | -------------- | ------------- | ------------- | ------------- | -------------- | -------------- | -------------- | ----- | ----- | ----- |
| 2016-2017             | Côte d'Ivoire         | -                     | -              | -              | -              | 1             | 0             | 0             | 1              | 0              | 0              | 2     | 0     | 0     |
| 2017-2018             | Côte d'Ivoire         | -                     | -              | -              | -              | 2             | 0             | 0             | -              | -              | -              | 2     | 0     | 0     |
| 2018-2019             | Côte d'Ivoire         | CAN 2019              | 3              | 0              | 1              | 2             | 0             | 0             | 3              | 0              | 0              | 8     | 0     | 1     |
| 2022-2023             | Côte d'Ivoire         | -                     | -              | -              | -              | 1             | 0             | 0             | 4              | 0              | 1              | 5     | 0     | 1     |
| 2024-2025             | Côte d'Ivoire         | -                     | -              | -              | -              | 2             | 0             | 0             | 1              | 0              | 0              | 3     | 0     | 0     |
| Total sur la carrière | Total sur la carrière | Total sur la carrière | 3              | 0              | 1              | 8             | 0             | 0             | 9              | 0              | 1              | 20    | 0     | 2     |

## Palmarès

### En club
- RC Lens
  - Vice-champion de Ligue 2 en 2014

### En sélection
- France -19 ans
  - Finaliste du championnat d'Europe en 2013.